# Толстой, Николай Иванович
Граф Николай Иванович Толстой (1758—1818) — русский командир эпохи наполеоновских войн, генерал-майор Русской императорской армии.

## Биография
Николай Толстой (на надгробии фамилия дана в форме «Толстов») родился 26 октября 1758 года в дворянской семье. Наряду с высокопоставленными придворными графом П. А. Толстым и князем Н. И. Салтыковым приходился внуком нежинскому полковнику Петру Толстому.
6 января 1774 года Толстой был записан капралом в Преображенский лейб-гвардии полк капралом, куда поступил на военную службу 1 января 1781 года в звании прапорщика.
Сражался в Русско-шведской войне 1788—1790 г.г. и за отвагу, выказанную в боях со шведскими гребными судами в баталии при Роченсальме и в битве под Выборгом Толстой был удостоен ордена Святого Владимира 4-й степени с бантом и золотой шпаги с надписью «За храбрость».
В ходе Второго Роченсальмского сражения Н. И. Толстой будучи ранен в правую руку пушечным ядром и не имея возможности держать шпагу был взят плен шведскими солдатами, где пробыл до сентября 1790 года пока война не закончилась.
1 января 1792 года Толстой назначен полковником в русскую армию, но затем вышел в отставку в которой находился по 9 октября 1801 года, когда в том же звании был отправлен в Комиссариатскую экспедицию Военной коллегии.
11 апреля 1804 года Толстой был удостоен звания генерал-майора с назначением главным смотрителем Московского военного госпиталя.

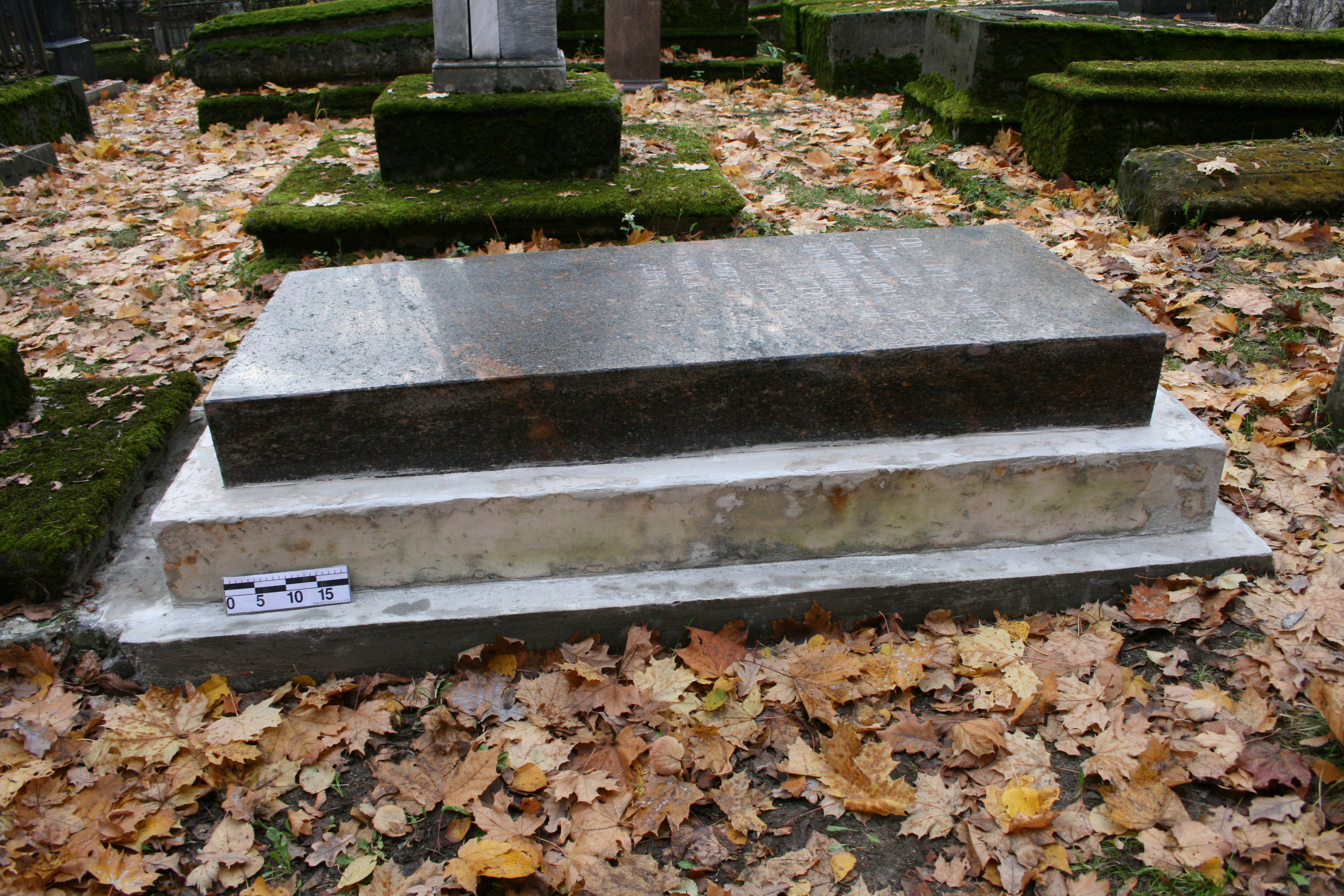
Надгробие у Малого собора Донского монастыря

В ходе Отечественной войны 1812 года перед сомой Бородинской битвой Толстой прибыл к русским войскам с восьмьюстами фурами и руководил отправкой в город Москву. Перед уходом Михаила Кутузова из Москвы
руководил отправкой раненых в тыл, через Рязань в Касимов, где располагался большой госпиталь обустроенный во многом стараниями Толстого. За эти милосердные труды он был удостоен ордена Святого Владимира 3-й степени.
После того, как Наполеон покинул Москву, Толстой занимался спешным восстановлением военного госпиталя и даже пожертвовал на это 10 тысяч рублей (очень значительная по тем временам сумма) из собственных средств.
После выхода в отставку по состоянию здоровья проживал в Москве.
Граф Николай Иванович Толстой умер 15 февраля 1818 года и был похоронен в Донском монастыре.